# Siphopteron pohnpei
Siphopteron pohnpei is een slakkensoort uit de familie van de Gastropteridae. De wetenschappelijke naam van de soort is voor het eerst geldig gepubliceerd in 1983 door Hoff & Carlson.